# 共和纪念碑

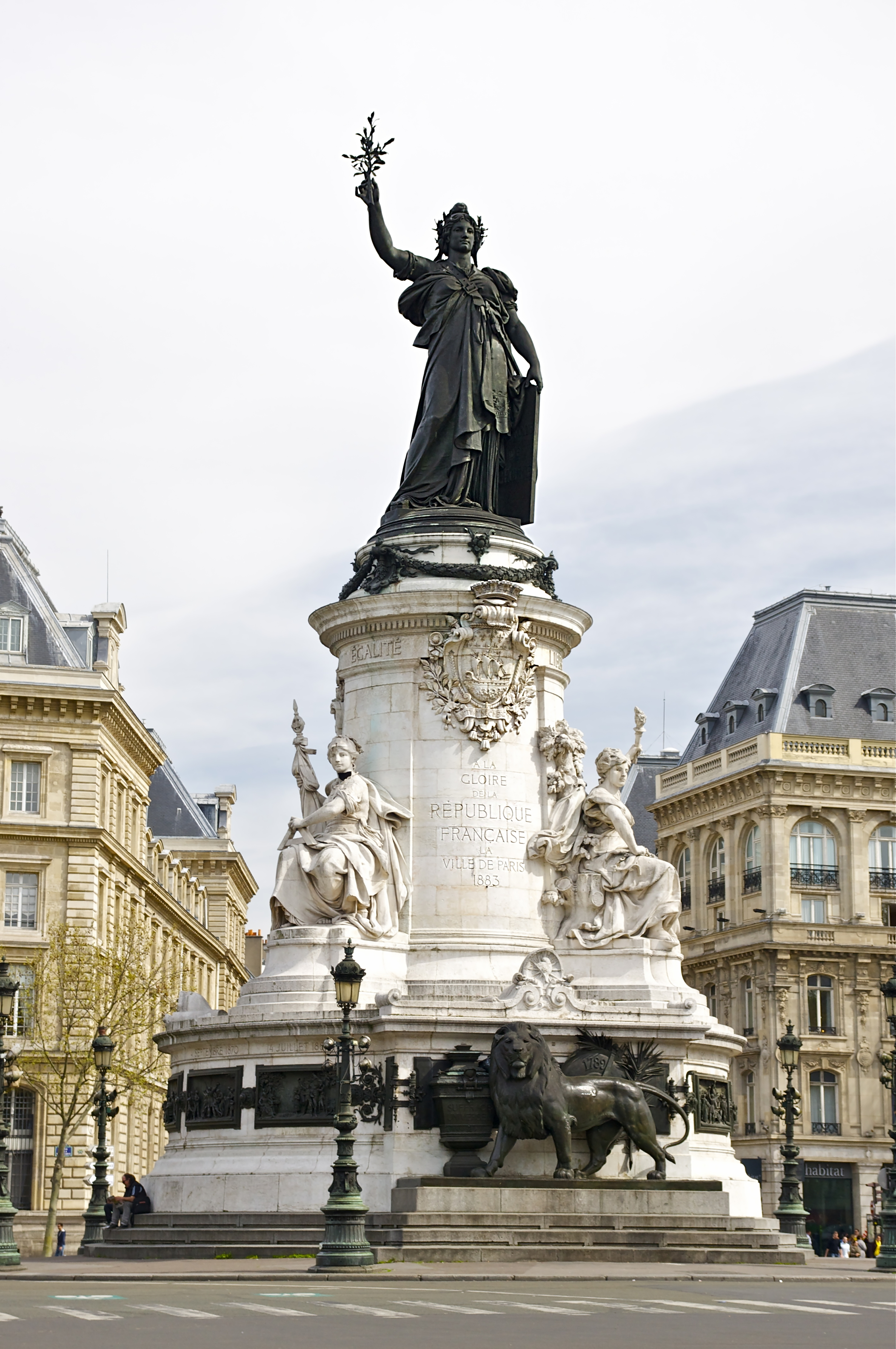

共和纪念碑（Monument à la République）又名共和雕像（Statue de la République），是法国巴黎的一座纪念性雕塑，是共和制的象征，由利奥波德·莫里斯（Léopold Morice）创作，1883年在共和国广场落成。
纪念碑矗立在共和广场的中心，地处巴黎第三区、巴黎第十区和巴黎十一区三区的交界处，西南方是圣殿路 （ rue du Temple），东北方是圣殿市郊路（rue du Faubourg-du-Temple）。
象征共和制的青铜雕塑玛丽安娜高 9.5米，石头基座高 15.5米，直径13米。基座上有三座石像，分别象征“自由”、“平等”、“博爱”。在基座周围，有12幅青铜浮雕，纪念法兰西共和国的重要日期。下方的青铜狮子雕像，象征普选。

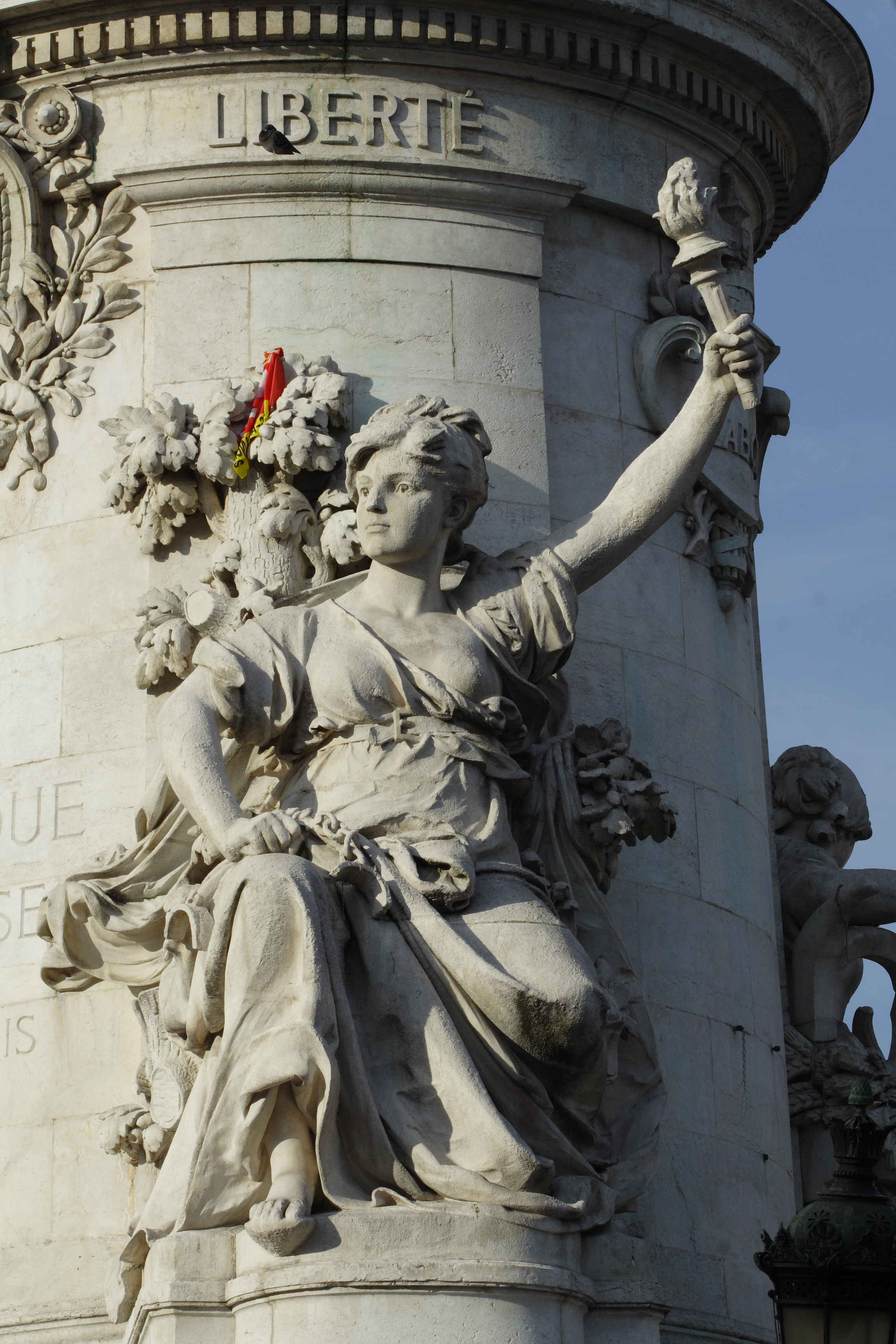
自由
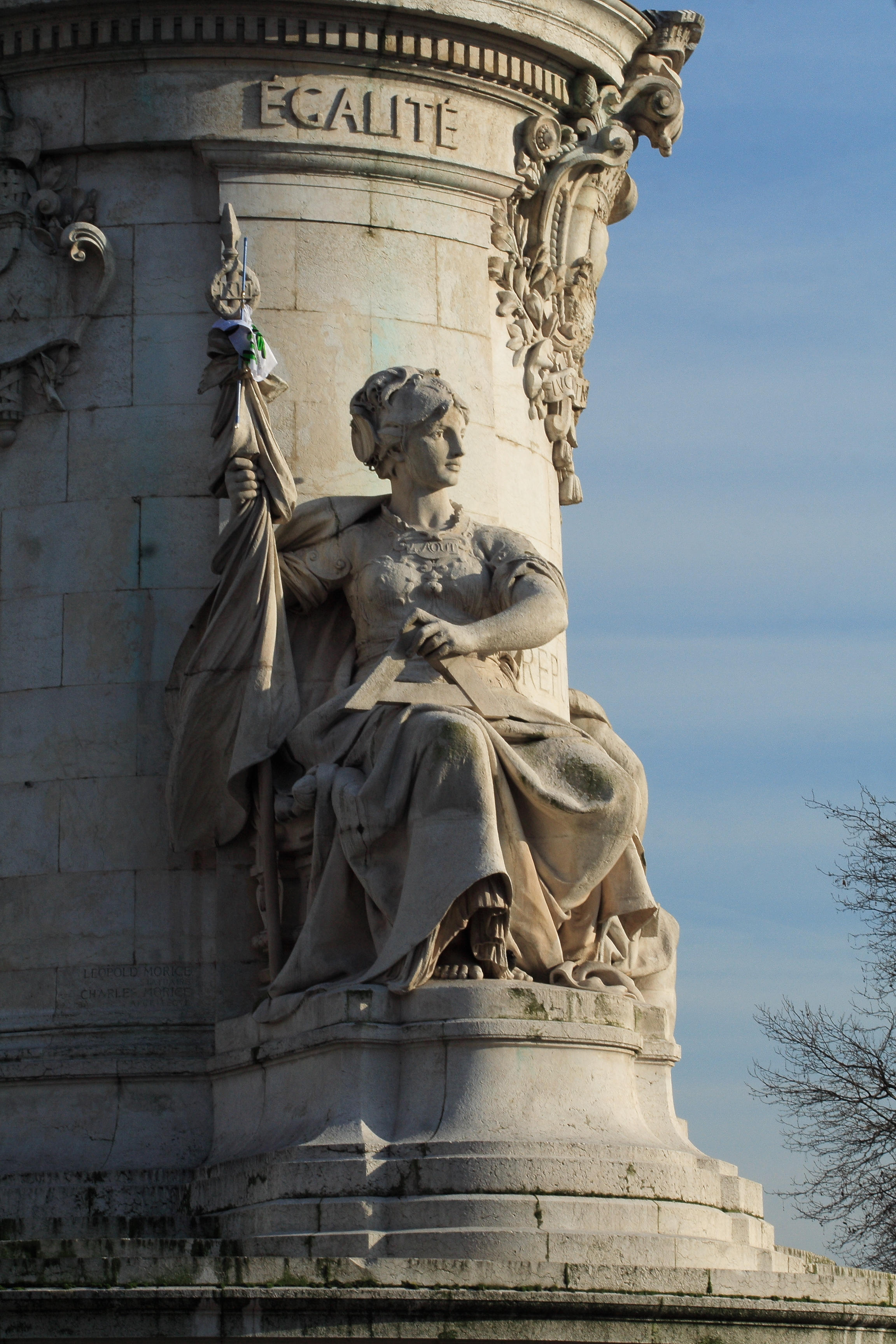
平等
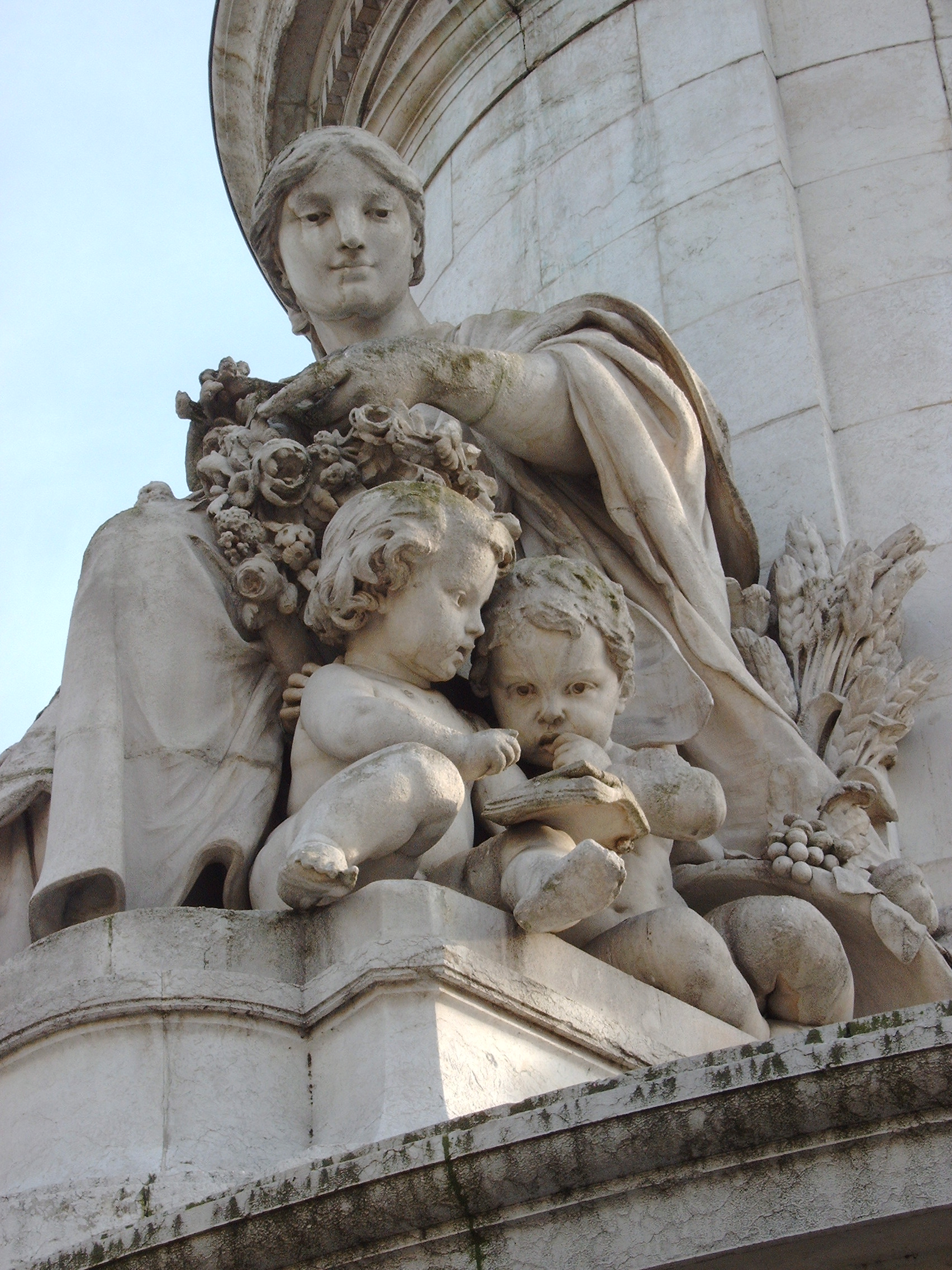
博爱

### 浮雕
| 图片 | 日期          | 事件                 |
| ---- | ------------- | -------------------- |
|      | 1789年6月20日 | 网球厅宣誓           |
|      | 1789年7月14日 | 攻占巴士底狱         |
|      | 1789年8月4日  | 法国封建制度的废除   |
|      | 1790年7月14日 | 联盟节               |
|      | 1792年7月11日 | 议会宣布祖国在危急中 |
|      | 1792年9月20日 | 瓦尔密战役           |
|      | 1792年9月21日 | 宣布废除君主制       |
|      | 1794年6月1日  | 牧月十三日战役       |
|      | 1830年7月29日 | 法国七月革命         |
|      | 1848年3月4日  | 实行男子普选         |
|      | 1870年9月4日  | 成立法兰西第三共和国 |
|      | 1880年7月14日 | 首届巴士底日         |

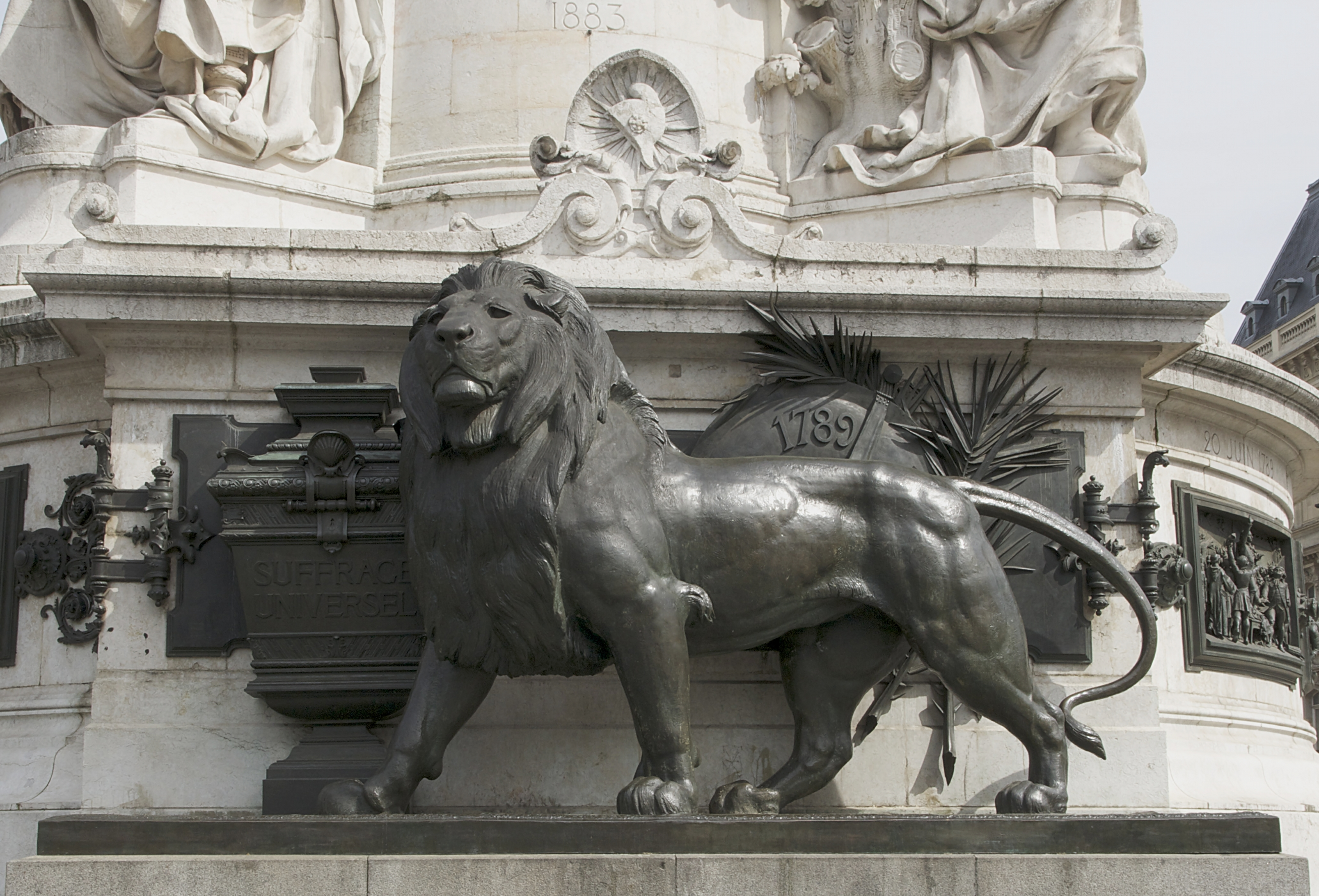
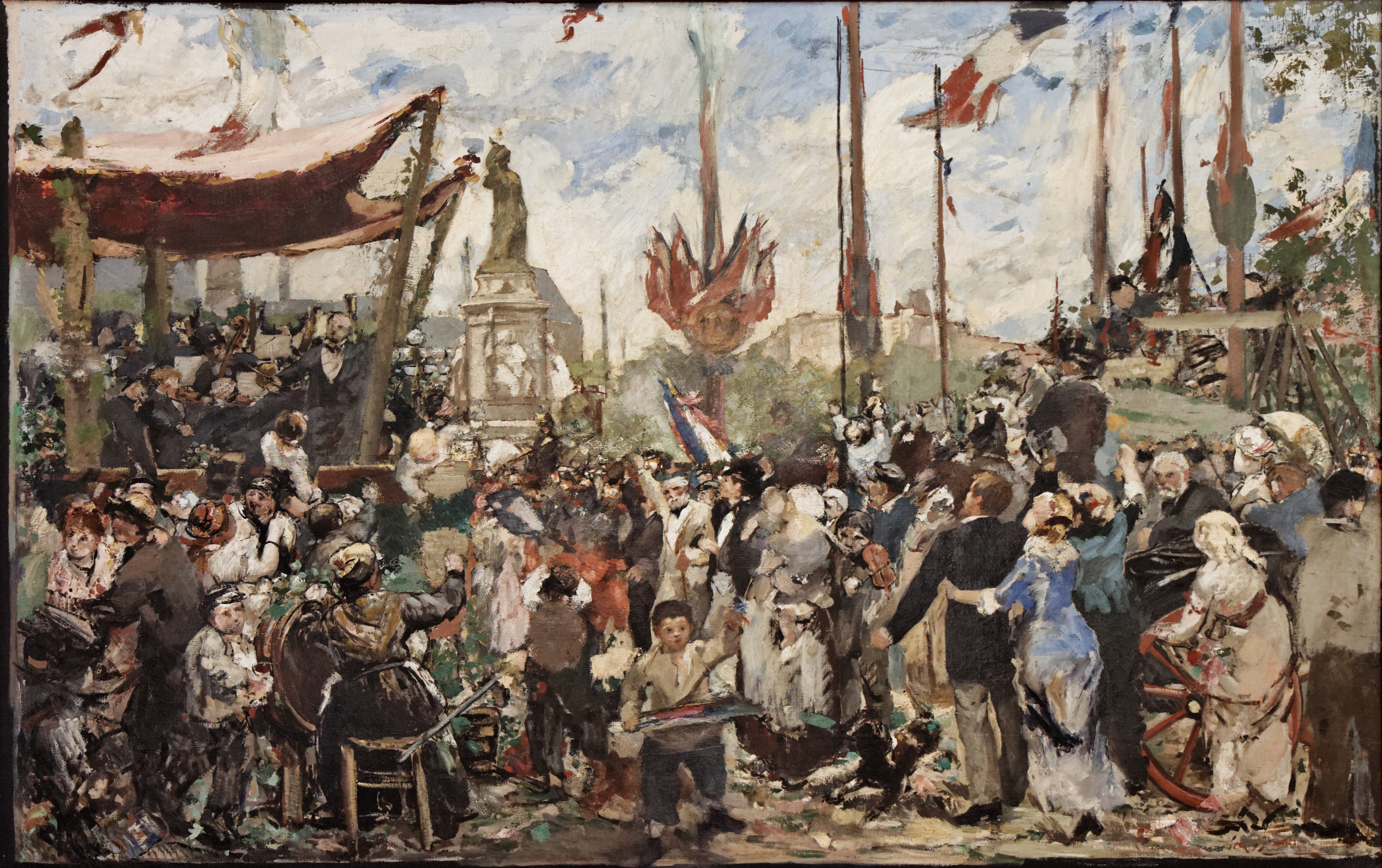
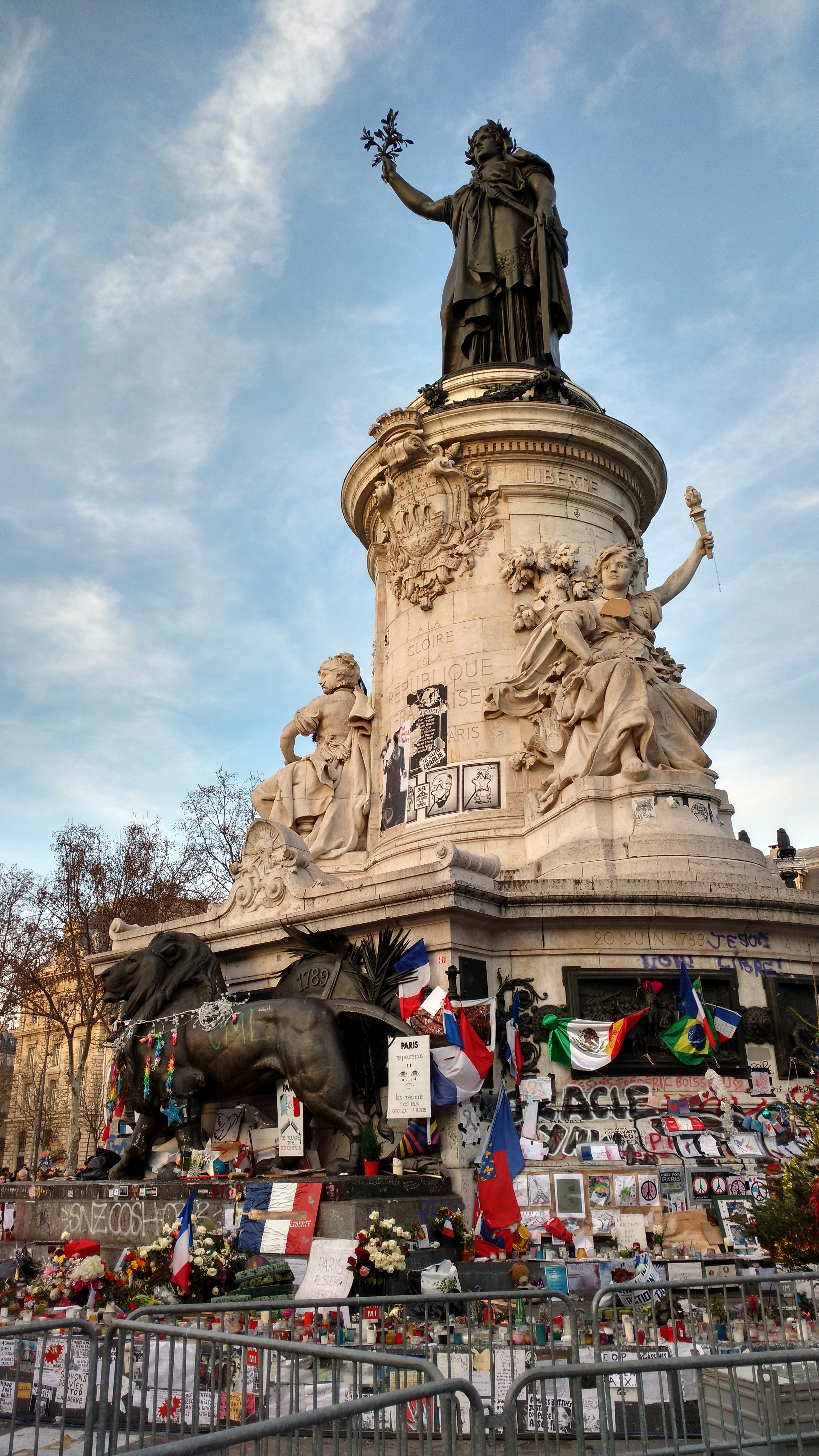

2021年1月28日，共和纪念碑列为法国历史遗迹。